# 芝浦工業大学デザイン工学部
芝浦工業大学デザイン工学部（しばうらこうぎょうだいがくでざいんこうがくぶ、英称：Shibaura Institute of Technology　College of Engineering and Design）は、芝浦工業大学に設置されている学部の一つ。　
キャンパスは、大宮キャンパスと豊洲キャンパス。

## 概要
芝浦工業大学デザイン工学部は、21世紀の高度技術社会で技術者が直面する問題に対応する為、2009年（平成21年）に旧芝浦キャンパス跡地に開校した。
芝浦工業大学デザイン工学部は、社会が求める「あるべき姿（当為）を構築する設計科学技術」を身につけ、工学的知識と技術を基礎として、人間の感性および社会との調和・融合を図れる人材の育成を目指している。
教育では、学生の創造的ものづくり能力、すなわち、ものづくり全体を表現するための「認識力」、「構想力」、「計画力」、「意匠・設計力」というデザイン能力を重視し、カリキュラムでは、「共通教養科目」、「データ・サイエンス科目」、「デザイン科目」、「エンジニアリング科目」、「プロジェクト科目」を用意している。
また、デザイン工学部は、「生産・プロダクトデザイン系」と「ロボティクス・情報デザイン系」を用意し、学生がその専門分野を深く学べるようにしている。

## 沿革
- 2009年（平成21年）- 旧芝浦キャンパス跡地に芝浦キャンパスを開校。芝浦キャンパスにデザイン工学部を設置し、デザイン工学科を開設。

- 2017年（平成29年）- 工学部建築学科・建築工学科、デザイン工学部デザイン工学科（建築・空間デザイン領域）の2学科1領域を統合再編し芝浦工業大学建築学部を設置し、建築学科を開設。
- 2025年（令和7年） - 組織改正し、コース制を新たに導入予定。

## 組織
学部
- デザイン工学部
  - デザイン工学科
    - 生産・プロダクトデザイン系
    - ロボティクス・情報デザイン系

## 学部長
- 山崎 憲一

## 交通アクセス
大宮キャンパス（大学1年・2年）
所在地：埼玉県さいたま市見沼区深作307
- 東大宮駅から徒歩20分、七里駅から徒歩30分

豊洲キャンパス（大学3年・4年）
所在地：東京都江東区豊洲3-7-5）
- 豊洲駅、越中島駅から徒歩数分